# Sylvain Victor
 (novembre 2018).
Sylvain Victor est un illustrateur, scénariste et auteur de bande dessinée français né en 1964.

## Biographie
Né en proche banlieue parisienne en 1964, Sylvain Victor commence sa carrière de dessinateur de bande dessinée en publiant de courts récits puis de nombreuses illustrations dans la revue (À suivre) à partir de 1989. Après un premier album, Les Deux Camions, en 1997, ces premiers récits d'(À suivre) donnent lieu à une publication la même année aux éditions Paquet, intitulée Six Récits, nommée pour le « prix coup de cœur » 1998 du festival d'Angoulême[réf. nécessaire].
Par la suite, Sylvain Victor continue de publier auprès de plusieurs éditeurs indépendants (Amok, Drozophile, Thierry Magnier), et participe également à plusieurs expositions d'artistes indépendants (exposition Bruxelles, récits de ville, 1999, Espaces narratifs à Strasbourg, Parlement européen, 2000), en compagnie notamment d'Edmond Baudoin, de Frederik Peeters et d'Yvan Alagbé. À partir de la publication d'Ado-ka-fré en 2003, il s'oriente également vers la littérature et l'illustration pour enfants.

## Œuvres publiées

### Albums de bande dessinée
- Brigitte, la brebis qui n'avait peur de rien, Paris, Éditions Thierry Magnier, 2012.
- Dans la cour de mon école, Paris, Éditions Thierry Magnier, 2009.
- Michel, le mouton qui n'avait pas de chance, Paris, Éditions Thierry Magnier, 2008.
- Que regardent les vaches dans le pré ?, Paris, Éditions Thierry Magnier, coll. Tête de Lard, 2006.
- Sac en papier, sac en plastique, Thônex, Drozophile, coll. La Coolection, 2006.
- Ado-ka-fre, Genève, Éditions Paquet, 2003.
- Point d'interrogation, Thônex, Drozophile, 2002.
- Douces (livre-objet), B.ü.L.b comix, coll. 2[w] (Set E - n°5), 2000.
- Le doute, Wissous, Amok, coll. Feu !, 1998.
- Carnaval, Thônex, Drozophile, 1998, 301 exemplaires.
- Six récits, Genève, Genève, Éditions Paquet, 1997[1].
- Les deux camions, Genève, Éditions Paquet, 1997.

### Participations à des ouvrages et fanzines collectifs
- Birmanie : la peur est une habitude, avec O Bramanti, J. Munoz, Sera,..., ed. Khiasma, 2003. Réed. Carabas, 2008
- Diverses publications dans la revue Drozophile, Thônex, ed. Drozophile, n°0, 2, 4, 5, 1996-2001[pertinence contestée]
- Diverses publications de récits dans Le Cheval Sans tête, Wissous, ed. Amok, 1995-1996[pertinence contestée]
- Diverses publications de récits dans (À Suivre), ed. Casterman, n° 137, 145, 199, 211, 1989-1995[pertinence contestée]

### Illustrations
- Quelque part en Afrique avec Sylvain Victor, Sore, ed. La Maison est en Carton, coll. Grandimage, 2011